# Província d'Adrar
La província o wilaya d'Adrar (àrab: ولاية أدرار, wilāyat Adrār) és una província o wilaya del sud-oest d'Algèria, amb capital a la ciutat homònima. És la segona província més gran del país amb una àrea de 443.782 km². Segons dades de l'any 2004 hi vivien 341.800 habitants.
Aquesta província és composta de tres regions (Touat, Gourara —capital Timimoun— i Tidikelt) amb 28 ciutats i 299 pobles.